# Siemens-Schuckert D.I
O Siemens-Schuckert D.I foi um avião de caça biplano, monomotor alemão de um só lugar em configuração de tração, construído pela Siemens-Schuckert Werke em 1916. Ele era uma cópia alemã do Nieuport 17 francês que estava obsoleto quando ficou disponível em quantidade, servindo portanto como treinador avançado.

## Histórico
O caça francês Nieuport 17, que chegou à frente de batalha em Março de 1916, estabeleceu uma superioridade, sobre os caças alemães existentes, a ponto de que alguns exemplares capturados fossem enviados a vários fabricantes de avião alemães com uma requisição de "estudar" o modelo. A Siemens-Schuckert Werke produziu o D.I, como uma cópia quase direta do Nieuport. A diferença mais importante era o motor - em vez do Le Rhone 9J do Nieuport, a Siemens-Schukert escolheu um motor de fabricação própria de 110 hp, o Siemens-Halske Sh.I radial e giratório - no qual os cilindros e a hélice giravam a 900 rpm em direções opostas: produzindo efetivamente 1.800 rpm. Visualmente, o efeito foi de que enquanto a cobertura do motor no Nieuport 17 era completa e circular, a do D.I era parcial e semicircular, com a parte de baixo aberta para permitir o resfriamento adequado do motor Siemens-Halske. Isso dava ao modelo a aparência do antigo Nieuport 11.
Uma encomenda de 150 unidades para o Luftstreitkräfte foi oficializada em 25 de Novembro de 1916, mas o início das entregas foi lento, devido a dificuldades com o motor, de forma que o modelo não estava disponível para serviço até 1917, quando a maioria dos Jagdstaffeln já estavam equipadas com o novo Albatros D.III muito superior. Uma segunda encomenda de 100 unidades, feita em 21 de Março de 1917, foi cancelada, e apenas 95 foram produzidos no total.
O Siemens-Schuckert D.I estava obsoleto antes de ficar disponível em quantidade, sendo assim, a maior parte dos exemplares produzidos, foi enviada para as escolas de treinamento de pilotos, sendo que alguns poucos "Jastas" receberam um ou dois exemplares durante 1917.

## Variantes
- D.I - cópia direta do Nieuport 11
- D.Ia - versão com maior área de asa (não entrou em produção)
- D.Ib - versão usando um motor Siemens-Halske Sh III de 160 hp com taxa de compressão mais alta (não entrou em produção)

O desenvolvimento continuou com uma série de protótipos da série D.II (sete ao todo), dando origem ao Siemens-Schuckert D.III.

## Usuários
- Império Alemão

## Especificação
Estas são as características do Siemens-Schuckert D.I
- Características gerais:
  - Tripulação: um
  - Comprimento: 6,0 m
  - Envergadura: 7,5 m
  - Altura: 2,59 m[2]
  - Área da asa: 14,4 m²
  - Peso vazio: 430 kg
  - Peso máximo na decolagem: 675 kg
  - Motor: 1 x Siemens-Halske Sh.I, giratório de 9 cilindros radial, refrigerado à ar, de 110 hp.

- Performance:
  - Velocidade máxima: 155 km/h
  - Autonomia: 2 horas e 20 minutos
  - Tempo de subida: 4.000 m em 24 minutos e 18 segundos

- Armamento:
  - Armas:
    - 1 ou 2 x metralhadoras LMG 08/15 de 7,92 mm.